# Марков, Анатолий Юрьевич
Анатолий Юрьевич Марков (род. 1973, Ставрополь, Ставропольский край, РСФСР, СССР) — российский серийный и массовый убийца. В период с октября 2001 по февраль 2002 совершил 12 убийств, в 10 из них принимал участие его сообщник Александр Юрьевич Лесной (род. 1975), в том числе одно массовое, известное как Резня в Луховицах. Орудовал в Ставропольском крае, Московской и Рязанской областях. На протяжении двух десятилетий убийства оставались нераскрытыми, и преступники были арестованы лишь в 2022 году. Несмотря на тяжесть совершённых деяний, Маркову и Лесному удалось избежать уголовного наказания в виде пожизненного заключения, и в 2023 году Марков был приговорён к 19, а Лесной — к 17 годам лишения свободы.

## Биография

### Ранние годы
Анатолий Юрьевич Марков родился в Ставрополе в 1973 году. Рос в социально благополучной обстановке. Вскоре после его рождения семья уехала на заработки на территорию Чечено-Ингушской АССР, где прошли детские и подростковые годы Маркова. В середине 1990-х годов, в связи с боевыми действиями в Чеченской Республике, Марковы вернулись в Ставропольский край и поселились в станице Григорополисской Новоалександровского района и прожили там все последующие годы.
После окончания школы Марков испытывал проблемы с трудоустройством и был вынужден зарабатывать на жизнь низкоквалифицированным трудом и случайными заработками. С начала 2000-х годов Марков вёл маргинальный образ жизни, страдал алкогольной зависимостью. Был судим за кражи, мошенничество и причинение вреда здоровью. Несмотря на это, знакомыми характеризовался спокойным и не был замечен в проявлении агрессии к окружающим.

### Убийства
В октябре 2001 года Марков совершил двойное убийство в городе Новоалександровске, в ходе ссоры зарубив двух мужчин топором, после чего покинул Ставропольский край и уехал в Москву. В Москве Марков промышлял попрошайничеством, воровством и скупкой краденого. Вскоре Марков познакомился с ранее неоднократно судимым гражданином Украины Александром Лесным, который временно жил в России. В течение нескольких дней Марков совместно с Лесным убил 10 человек.
Первое совместное убийство Марков и Лесной совершили 6 февраля 2002 года в Москве. Их жертвой стал житель района Арбат, которого они убили в ходе ссоры после распития спиртного, после чего похитили из его квартиры деньги и ценные вещи.
На следующий день Марков и Лесной приехали в деревню Псотино Луховицкого района Подмосковья, где проживала знакомая Маркова — 35-летняя Ольга Искандерова. 8 февраля в доме Искандеровой, которая после смерти мужа начала злоупотреблять спиртным и проводить много времени в обществе лиц, ведущих асоциальный образ жизни, была устроена очередная пьянка. В гости к Искандеровой пришли живущий в соседнем доме пенсионер Юрий Хардин, местные жители Нина Курочкина и её сын Геннадий, а также мужчина средних лет по фамилии Васильев. На протяжении всего дня компания, в том числе Марков и Лесной, распивала спиртное. Ближе к ночи между пьяными гостями случился конфликт, в результате которого Марков и Лесной убили трёх собутыльников, нанеся им множественные колото-резаные и рубленые ранения. Марков орудовал топором, а Лесной ножом. Расправившись с Курочкиными и Васильевым и употребив ещё спиртного, они с целью устранения свидетелей прошли в комнату, где убили спящих Искандерову и её 8-летнюю дочь. Затем, опасаясь что их мог запомнить Юрий Хардин, участвовавший в попойке и незадолго до массовой расправы ушедший к себе домой, Марков с Лесным убили и его, постучавшись в дверь и зарубив прямо на пороге. Пройдя внутрь, они обнаружили в доме его жену Раису, и также убили её. Из домов убитых Марков с Лесным похитили несколько вещей, представляющих материальную ценность, и оставшееся спиртное, которое позднее обменяли на мясо. Трупы убитых обнаружила соседка через два дня.
Убив 7 человек, Марков с Лесным купили билет на электричку до Рязани. 10 февраля на станции «Ряжск I» они познакомились с 62-летним алкоголиком Николаем Бугайченко. Пенсионер согласился впустить Маркова и Лесного переночевать. В тот же день Марков и Лесной совместно с Бугайченко и его знакомым Валерием Тишуком употребляли спиртное, что в конечном итоге закончилось ссорой, в ходе которой Марков с Лесным убили Тишука и Бугайченко по прежней схеме, нанося им удары ножом и топором.
После десятого убийства дороги Маркова и Лесного разошлись. Марков уехал в Ставропольский край, а Лесной не стал возвращаться в Украину и продолжал вести бродяжнический образ жизни. Все последующие годы Марков прожил с родителями в станице Григорополисской. Его исчезновение на несколько месяцев не вызвало подозрений у родственников и знакомых, так как ранее Марков был склонен к бродяжничеству и уже уходил из дома на длительное время. В дальнейшем Марков был несколько раз судим за кражи, мошенничество и причинение вреда здоровью.

### Расследование
Массовое убийство семи человек в Псотино вызвало общественный резонанс. Основные подозреваемые в деле появились быстро. Выяснилось, что 8 февраля в доме Искандеровой также присутствовали приезжие из Клина и Курской области, но позже уехали. Обоих разыскали, и почти сразу задержанные написали чистосердечное признание, но до суда дело не дошло и впоследствии их причастность к убийству была опровергнута.
В ходе опроса были найдены свидетели из числа жителей деревни и рабочих ближайшей железнодорожной станции «Подлипки». Согласно их показаниям, 9 февраля в районе были замечены двое неместных мужчин, один из которых нёс в руках большую спортивную сумку, которые направлялись на станцию и покупали билеты на электричку в Рязань. Но их фотороботы составить не удалось. Следователи быстро связали массовое убийство в Псотино с совершённым на следующий день двойным убийством в Ряжске, так как на месте преступления в Ряжске обнаружили спортивную сумку с вещами, среди которых были часы одного из убитых в Псотино.
Следствие рассматривало несколько версий произошедшего, но ни одна из них не дала результат и подлинный мотив преступлений был не установлен, вследствие чего на протяжении долгих лет убийства оставались нераскрытыми.

### Арест, следствие и суд
В 2022 году следственный комитет решил возобновить расследование многочисленных уголовных дел прошлых лет, следствие по которым было приостановлено из-за отсутствия улик и современных технологий, значительно упрощающих поиск преступника. В июне 2022 года, серию убийств, совершённую Марковым и Лесным в 2002 году, также начали заново расследовать. Следователи обратили внимание на бутылку водки, найденную на месте массового убийства в Псотино, на которой остались неидентифицированные отпечатки пальцев, ни принадлежавшие убитым и подозреваемым. До 2002 года Марков не был судим и его отпечатков пальцев не было в дактилоскопической базе МВД, однако в дальнейшем он подвергался уголовной ответственности, благодаря чему повторная дактилоскопическая экспертиза дала результаты и удалось установить, что отпечатки на бутылке принадлежат 49-летнему жителю Ставропольского края Анатолию Маркову.
6 июля 2022 года Марков был задержан в доме родителей в станице Григорополисской. После ареста он сразу дал признательные показания по 12 убийствам и выдал сообщника — Александра Лесного, который через месяц также был задержан. В ходе следствия Марков и Лесной полностью признали свою вину, однако признаков раскаяния в содеянном не демонстрировали. Судебно-психиатрической экспертизой Марков был признан вменяемым. Было установлено, что в момент совершения преступлений он осознавал характер и общественную опасность своих действий, и каким-либо психическим расстройством не страдал. Лесной также был признан вменяемым. 9 ноября 2023 года уголовное дело поступило в суд. 20 декабря 2023 года Луховицкий районный суд Московской области признал Анатолия Маркова и Александра Лесного виновными по всем инкриминируемым им преступлениям, и приговорил Маркова к 19 годам лишения свободы в исправительной колонии строгого режима, Лесного — к 17 годам лишения свободы.  Уголовное наказание в виде пожизненного лишения свободы вынести не могли, так как срок давности особо-тяжких преступлений (15 лет) истёк в 2017 году. Суд решил не освобождать Маркова и Лесного от уголовной ответственности в целом, но назначить максимальное наказание не мог согласно ч. 4 ст. 78 УК РФ.